# Gà Barnevelder

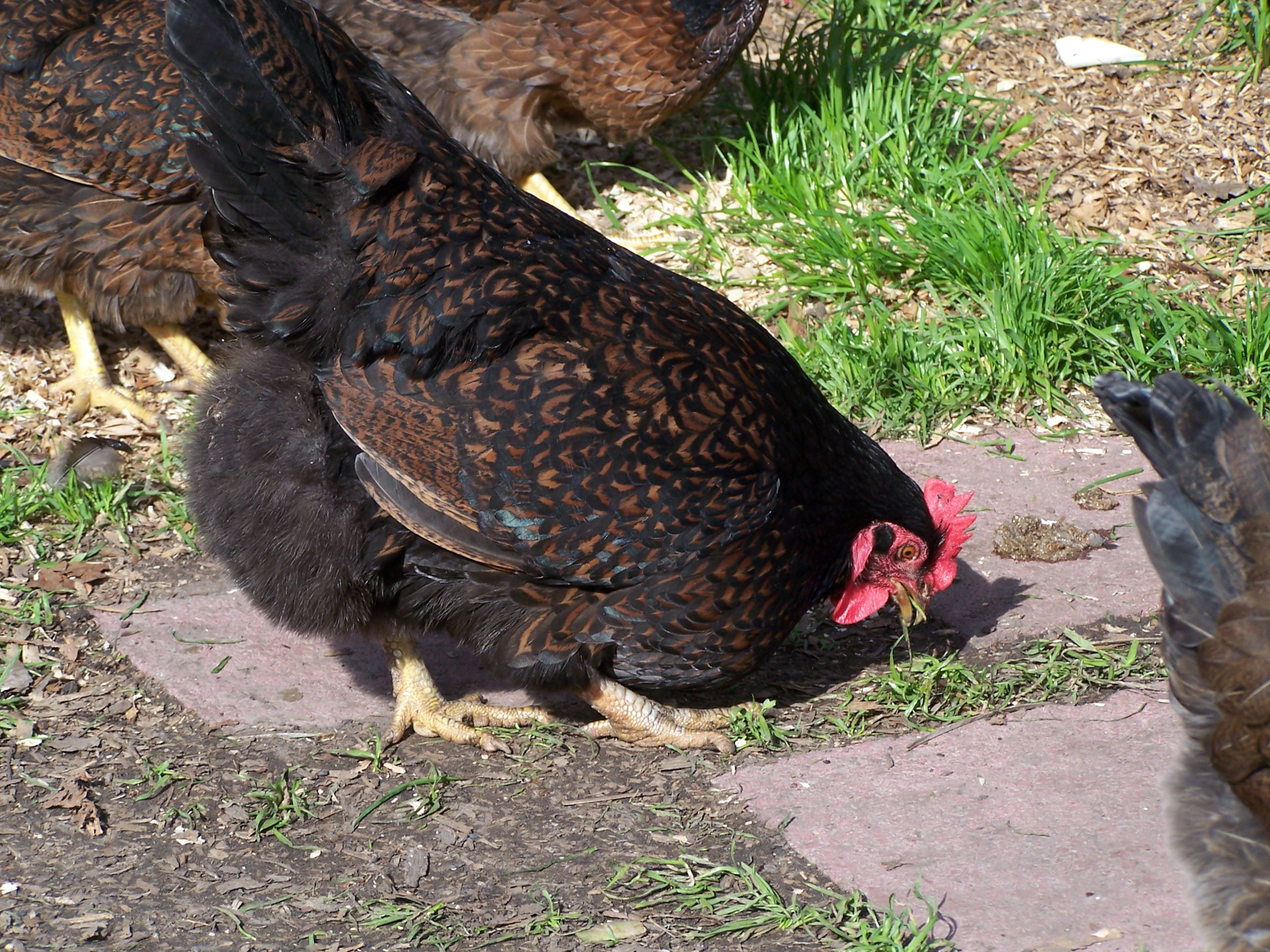
Gà Barnevelder mái

Gà Barnevelder là giống gà nội địa của Hà Lan. Nó là kết quả của việc lai tạo giữa gà địa phương của Hà Lan và giống gà Thượng Hải khác nhau được nhập khẩu từ châu Á đến châu Âu vào cuối thế kỷ XIX, đây có thể là loại gà Brahma, gà Cochin hoặc Croad Langshan. Nó được đặt tên theo tên thị trấn Barneveld ở Gelderland ở miền trung Hà Lan. Gà mái cho trứng với lớp trứng nâu lớn và không giống như một số giống khác, chúng tiếp tục đẻ sai (đẻ nhiều) trong mùa đông.

## Lịch sử
Vào những năm 1850, những con gà châu Á bắt đầu đến châu Âu, nơi mà chúng được gọi là gà Thượng Hải đầu tiên. Ban đầu chúng được lai tạo với nhau, và chỉ sau này được phát triển thành các giống như gà Brahma, Cochin và Croad Langshan. Từ khoảng năm 1865, một số gà ở Thượng Hải được lai tạo với các trại chăn nuôi địa phương trong khu vực Barneveld.
Vào cuối thế kỷ XIX, cũng có thể có một số giống được gọi là gà Amerikaanse Nuthoenders ("gà tiện lợi Mỹ"), cho thấy một số điểm tương đồng với loài gà Wyandotte của Mỹ, không biết giống gia cầm này là gì, hoặc nếu họ thực sự là giống gà Mỹ. Vào khoảng năm 1906 cũng có thể có một số lai giống với đàn giống gà Orpington da bò của Anh. Theo Hans Schippers, ảnh hưởng lớn nhất đến đặc điểm của gà Barnevelder là từ gà Langshan, góp phần tạo ra sự rắn rỏi, trứng nâu và vào mùa đông chúng vẫn đẻ tốt.
Tên Barnevelder lần đầu tiên được sử dụng cho các loài gia cầm được trưng bày tại cuộc triển lãm Landbouwtentoonstelling hoặc được tổ chức tại The Hague vào năm 1911. Từ khoảng thời gian này, những nỗ lực được tạo ra để tạo ra loại màu sắc nhất quán. Tuy nhiên, khi Câu lạc bộ gia cầm Hà Lan đã thảo luận xem liệu có nên chấp nhận Barnevelder như một giống mới vào năm 1919. Vào năm 1921, hiệp hội các nhà tạo giống đã được hình thành và tiêu chuẩn đầu tiên được soạn thảo.
Giống gà này được ghi nhận vào năm 1923. Từ khoảng năm 1921, Barnevelder đã được xuất khẩu sang Vương quốc Anh, nơi có nhu cầu loại trứng nâu. Những con gia cầm lúc đầu rất khác nhau, với bộ lông đơn, đôi đuôi hoặc đa số. Các giống đa nhân và hai giống được bao gồm trong Tiêu chuẩn Gia cầm của Anh, Có thể đã có một số lai giống với đàn giống của giống gà chọi Ấn Độ. 

## Đặc điểm

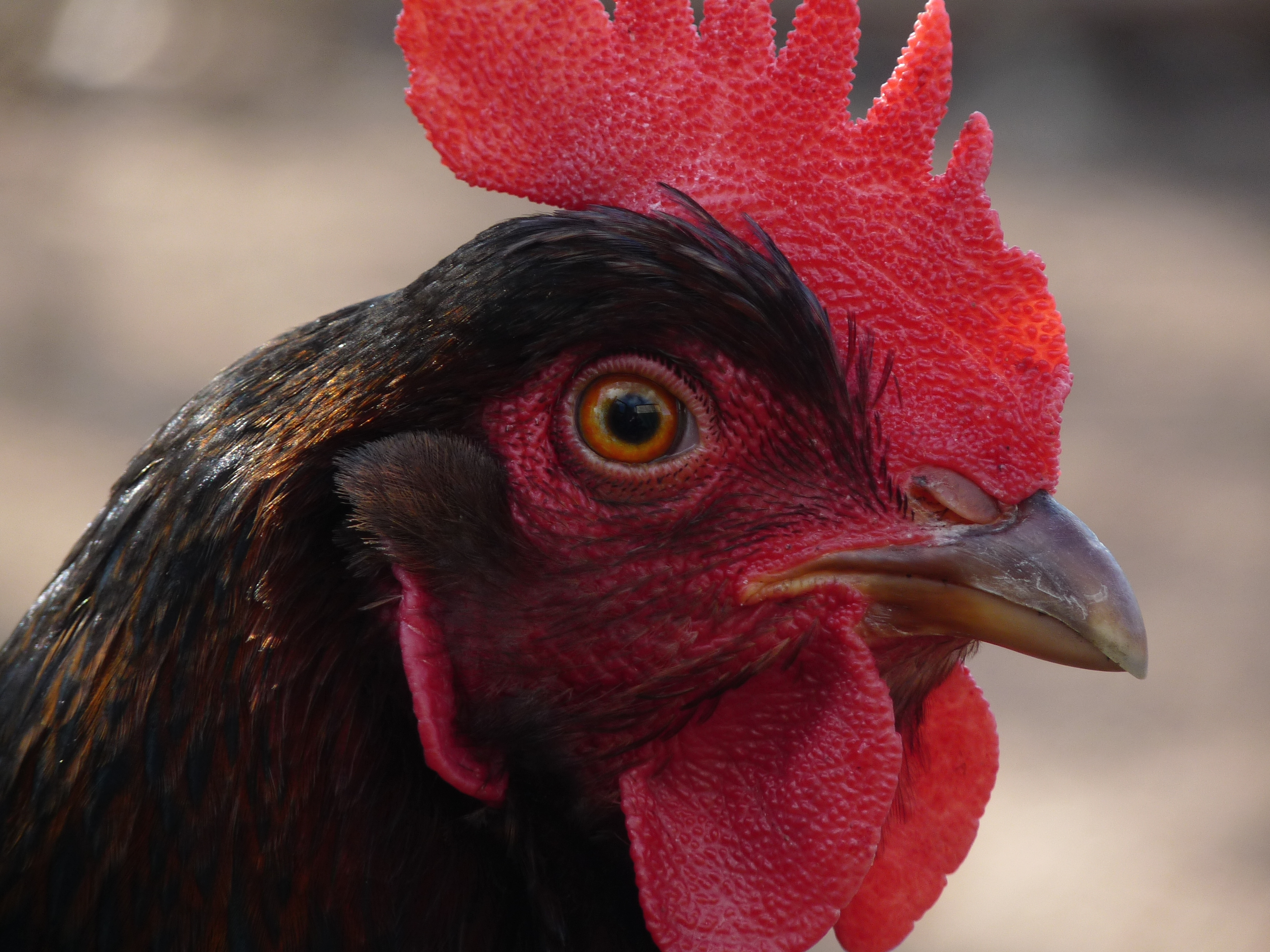
Đầu của một con gà trống

Giống gốc Barnevelder nguyên thủy và nổi tiếng nhất là giống lai đôi, có một cái mào thẳng đứng và chân màu vàng, nhưng các giống khác cũng tồn tại. Trong các giống gà có kích thước tiêu chuẩn, mẫu được thể hiện trên nền màu nâu (e^b/e^b). Chỉ có những con cái thể hiện mẫu hai cạnh, trong khi con trống thì có màu đỏ đen ngực. Câu lạc bộ Barnevelder của Hà Lan công nhận các giống có màu lam, đen và trắng đôi ở cả hai con gà lớn và phiên bản bantam.
Câu lạc bộ cũng nhận ra sự đa dạng màu bạc đôi, nhưng chỉ có phiên bản bantam. Họ lưu ý rằng một số giống mới, chẳng hạn như bạc đôi màu đen-viền, đang được phát triển nhưng chưa được chính thức công nhận. Một số quốc gia công nhận giống trong tiêu chuẩn gia cầm của họ hiện không được công nhận ở Hà Lan, chẳng hạn như màu gà so, sơn dương, màu xanh, và bạc giống. Gà mái Barnevelder đẻ khoảng 175–200 quả trứng màu nâu mỗi năm, với trọng lượng khoảng 60–65g.